# Cersibon
Cersibon é uma série de tirinhas online brasileiras de humor criadas por Rafael Madeira. As tiras se tornaram populares em blogs brasileiros e receberam menções nos jornais Folha de S. Paulo e no O Estado de S. Paulo, que considerou o Cersibon "o grande hype da internet brasileira" em 2008.
O termo "cersibon" teria surgido da expressão francesa "C'Est Si Bon" ("é tão bom", em português), uma canção popular dos anos 1940 que Madeira ouvia no momento de criação.

## História
A ideia de criar uma webcomic veio após Rafael ler algumas tirinhas "horríveis", inspirando-o a criar uma "ainda pior". No entanto, as tirinhas ganharam popularidade rapidamente na Internet em 2008.
Após alguns meses, o autor decidiu parar de publicá-las por ter achado que a ideia já havia sido explorada o suficiente. Em 2009, as historinhas voltaram, agora com personagens fixos e tramas. O blog também ganhou nova hospedagem, no portal Interbarney. Após uma nova pausa, as tirinhas voltaram novamente em agosto de 2010, no mesmo endereço, agora com o formato antigo de 3 quadros e sem trama subjacente.

## Formato
Em geral, as tiras apresentam uma sequência vertical de três cenas, com personagens sem forma fixa, feitas no Microsoft Paint e diálogos marcados pelo uso da fonte fixedsys. Segundo o autor, o traço característico surgiu por conta de um problema no mouse, sendo mais tarde descrito por comentadores como minimalista e infantil.
A linguagem, embora algumas vezes descrita por jornalistas como "tiopês", é uma variação do Garble, "que tem em sua essência embaralhar completamente um texto, deixando-o incompreensível, e então desfazer só um pouco essa ofuscação pra dar a impressão de que tem alguma ideia sendo expressa ali", segundo Madeira.
O humor das tirinhas consiste no nonsense, na forma de desenhos aparentemente mal-feitos e na sátira ao modo que alguns usuários usam para escrever em chats e blogs, "invertendo ordens, letras e sinais de acentuação, sem o menor apego às regras da escrita".